# Награда Политике
Награда „Политике“ се додељује за најбољу режију на БИТЕФ-у.
Ова угледна награда се додељује већ 29 година а 2006, награду су добили познати француски уметник Морис Бежар и представа „Балет за живот“ у извођењу Бежар балет из Лозане. Награда је била слика светски познатог сликара и вајара Милоша Шобајића.
Прва добитница ове награде је била Пина Бауш после десетог БИТЕФ-а.